# Roland (grupa kolarska)
Roland (Kod UCI: CGS) – profesjonalna kobieca grupa kolarska z siedzibą w Szwajcarii (do 2021 na licencji rosyjskiej), utworzona w 2018.

## Nazwa grupy w poszczególnych latach
| lata      | nazwa                                |
| --------- | ------------------------------------ |
| 2018      | Cogeas-Mettler Pro Cycling Team      |
| 2019–2021 | Cogeas-Mettler-Look Pro Cycling Team |
| 2021–2022 | Roland Cogeas-Edelweiss Squad        |
| 2023      | Israel-Premier Tech Roland           |
| od 2024   | Roland                               |

## Obecny skład (2025)
| Skład drużyny 2025      | Skład drużyny 2025 | Skład drużyny 2025 | Skład drużyny 2025               |
| Imię i nazwisko         | Data urodzenia     | Państwo            | Poprzednia grupa                 |
| ----------------------- | ------------------ | ------------------ | -------------------------------- |
| Andri Christoforu       | 2 kwietnia 1992    | Cypr               | Human Powered Health (2023)      |
| Morgane Coston          | 28 grudnia 1990    | Francja            | Cofidis (2024)                   |
| Tamara Dronowa          | 13 sierpnia 1993   | Rosja              |                                  |
| Giulia Giuliani         | 5 lipca 2002       | Włochy             | A.S.D. K2 Women Team (2024)      |
| Mia Griffin             | 30 grudnia 1998    | Irlandia           | DAS-Hutchinson-Brother UK (2024) |
| Elena Pirrone           | 21 lutego 1999     | Włochy             | Valcar-Travel & Service (2022)   |
| Vittoria Ruffilli       | 3 kwietnia 2002    | Włochy             | A.S.D. K2 Women Team (2024)      |
| Kaja Rysz               | 10 kwietnia 1999   | Polska             | Lifeplus Wahoo (2024)            |
| Petra Stiasny           | 10 września 2001   | Szwajcaria         | Fenix-Deceuninck (2024)          |
| Sylvie Swinkels         | 31 lipca 2000      | Holandia           | Coop-Hitec Products (2023)       |
| Giorgia Vettorello      | 6 lipca 2000       | Włochy             | Bepink (2023)                    |
|                         |                    |                    |                                  |
| Źródło: ProCyclingStats |                    |                    |                                  |